# Port de l'Europe
Le port de l'Europe (en néerlandais : Europahaven) est un port de mer du Maasvlakte de la commune néerlandaise de Rotterdam et un affluent du canal de Beer. Le port est nommé en référence au continent de l'Europe.

## Histoire
Le port de l'Europe a été construit au début des années 1980 lorsque l'entreprise Europe Container Terminals ouvrit un terminal sur le Maasvlakte.
Aujourd'hui, le terminal conteneur APM Terminals, appartenant au groupe Mærsk, est situé au port de l'Europe. Le triple-E Maersk, le plus grand navire porte-conteneurs du monde, ayant une longueur d'environ 400 mètres, peut être chargé et déchargé ici.